# Rialto Futebol Clube
Rialto Futebol Clube é uma agremiação esportiva de Barra Mansa.

## História
O clube foi campeão do Campeonato Citadino de Barra Mansa em 2012.

## Estatísticas

### Participações
|  | Participações em 2020 |

| Competição              | Temporadas | Melhor campanha | Estreia | Última | P | R |
| Citadino de Barra Mansa | ?          | Campeão (2012)  | 2012    | 2012   | – | – |